# Zonocryptus superbus
Zonocryptus superbus är en stekelart som först beskrevs av Szepligeti 1916.  Zonocryptus superbus ingår i släktet Zonocryptus och familjen brokparasitsteklar. Inga underarter finns listade i Catalogue of Life.